# Teratophyllum koordersii
Teratophyllum koordersii är en träjonväxtart som beskrevs av Holtt. Teratophyllum koordersii ingår i släktet Teratophyllum och familjen Dryopteridaceae. Inga underarter finns listade.